# William Jackson of Exeter
William Jackson of Exeter, född 1730 i Exeter, död 1803 i Exeter, var en brittisk violinist och kompositör.

## Biografi
William Jackson of Exeter föddes 1730 i Exeter. Han arbetade som violinist, kompositör och skriftställare. I Exeter var han verksam som musiklärare. Jackson avled 1803 i Exeter.
Bland hans skrifter kan nämnas Observations on the present state of music in London (London, 1791). Jackson komponerade operor, sonater, kvartetter, sånger med mera.